# Мейсснер, Георг
Георг Мейсснер (нем. Georg Meissner; 19 ноября 1829 — 30 марта 1905) — немецкий анатом и физиолог.

## Биография
Родился в 1829 году в Ганновере, учился в Гёттингене, Берлине и Мюнхене, в 1852 году получил степень доктора медицины, с 1855 года — ординарный профессор анатомии и физиологии в Базеле, в 1857 году перешёл в Фрайбург профессором физиологии и зоологии и в 1860 году в Геттинген профессором физиологии.
С 1856 года Мейсснер совместно с Генле издавал журнал «Bericht über die Anatomie und Physiologie».
Одним из самых известных учеников Мейсснера был микробиолог Роберт Кох.
В честь Георга Мейсснера названо Мейсснерово сплетение — одно из сплетений энтеральной нервной системы полых органов желудочно-кишечного тракта.